# Mario Cereghini
Mario Cereghini   (Lecco, 1903 - Madesimo, 1966) va ser un arquitecte italià, conegut per les seves obres en el context del racionalisme al llac de Como. La seva carrera es va caracteritzar per un enfocament funcionalista i innovador, amb una atenció especial a la claredat de les formes i a l'ús de materials moderns.

## Biografia
Mario Cereghini va néixer a Lecco el 1903. Va estudiar arquitectura al Politecnico di Milano, on es va formar en un context d'ebullició intel·lectual i innovació conceptual. Entre els seus professors i influències es trobaven alguns dels principals representants del moviment racionalista italià.

## Obres principals
Una de les obres més conegudes de Cereghini és l'Estació de servei Cereghini del Llac de Como, situada a Lecco, tocant el llac de Como. Construïda el 1933, l'estació de servei representa un exemple emblemàtic de l'arquitectura racionalista, amb formes geomètriques rigoroses, grans vitralls i una coberta-terraç accessible, semblant al pont d'un vaixell. L'edifici, caracteritzat per un disseny avantguardista per a l'època, ha estat objecte d'una restauració conservadora i actualment s'utilitza com a bar i espai d'exposicions.

## Estil i influències
Cereghini va estar profundament influenciat pels principis del racionalisme, un moviment que defensava una arquitectura funcional, desproveïda d'ornaments superflus, i basada en l'ús racional dels materials i l'espai. Les seves obres es distingeixen per una claredat formal i una atenció a la relació entre l'edifici i el seu entorn.